# Lopušné Pažite
Lopušné Pažite (in ungherese Pázsitos) è un comune della Slovacchia facente parte del distretto di Kysucké Nové Mesto, nella regione di Žilina.